# Artigas (miasto)
Artigas – miasto w północnym Urugwaju nad rzeką Cuareim przy granicy z Brazylią. Stanowi najbardziej oddalone od stolicy kraju Montevideo miasto Urugwaju – znajduje się w odległości około 600 km. Współrzędne geograficzne: 30°25′S 56°29′W/-30,416667 -56,483333. Ludność: 41,7 tys. (2004). Ośrodek administracyjny departamentu Artigas.
Miasto zostało założone 12 września 1852. Nazwa miasta pochodzi od urugwajskiego bohatera narodowego J. G. Artigasa.
Artigas stanowi ośrodek handlowy regionu rolniczego. Znajduje się tu port lotniczy Artigas.

## Miasta partnerskie
- Arica